# Сер (Од)
Сер (фр. Serres) — коммуна во Франции, находится в регионе Лангедок — Руссильон. Департамент коммуны — Од. Входит в состав кантона Куиза. Округ коммуны — Лиму.
Код INSEE коммуны — 11377.

## Население
Население коммуны на 2008 год составляло 50 человек.
| 1962 | 1968 | 1975 | 1982 | 1990 | 1999 | 2008 |
| ---- | ---- | ---- | ---- | ---- | ---- | ---- |
| 52   | 62   | 72   | 41   | 55   | 58   | 50   |

## Экономика

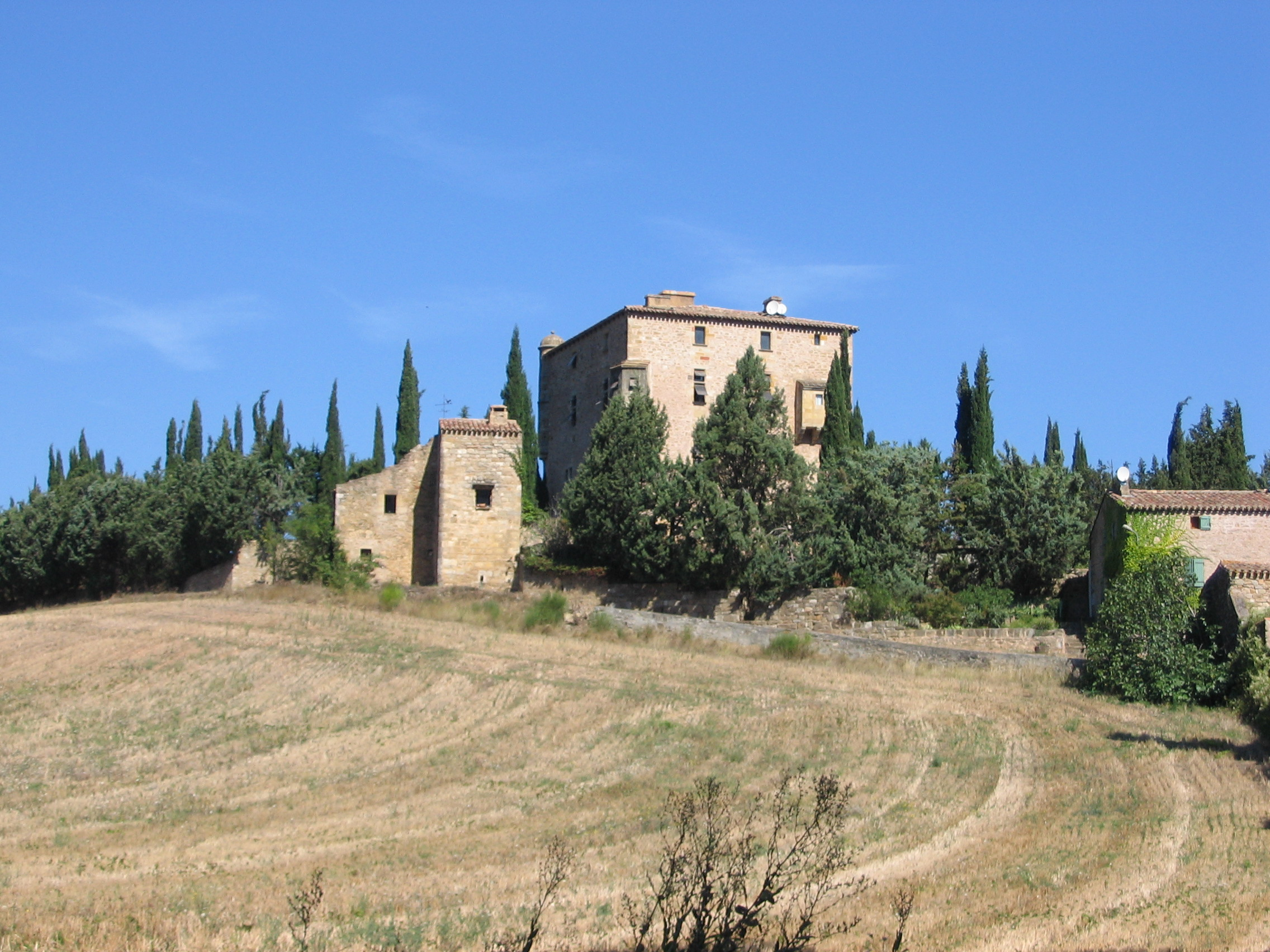
Замок

В 2007 году среди 29 человек в трудоспособном возрасте (15—64 лет) 22 были экономически активными, 7 — неактивными (показатель активности — 75,9 %, в 1999 году было 57,1 %). Из 22 активных работали 18 человек (11 мужчин и 7 женщин), безработных было 4 (3 мужчин и 1 женщина). Среди 7 неактивных 2 человека были учениками или студентами, 4 — пенсионерами, 1 был неактивным по другим причинам.